# George Fries
George Fries (* 25. Januar 1799 in Pennsylvania; † 13. November 1866 in Cincinnati, Ohio) war ein US-amerikanischer Politiker. Zwischen 1845 und 1849 vertrat er den Bundesstaat Ohio im US-Repräsentantenhaus.

## Werdegang
Noch als Kind zog George Fries mit seinen Eltern in das Columbiana County in Ohio, wo er die öffentlichen Schulen besuchte. Nach einem anschließenden Medizinstudium und seiner Zulassung als Arzt begann er ab 1833 in Hanoverton in diesem Beruf zu arbeiten. Politisch schloss er sich der Demokratischen Partei an.
Bei den Kongresswahlen des Jahres 1844 wurde Fries im 17. Wahlbezirk von Ohio in das US-Repräsentantenhaus in Washington, D.C. gewählt, wo er am 4. März 1845 die Nachfolge von William C. McCauslen antrat. Nach einer Wiederwahl konnte er bis zum 3. März 1849 zwei Legislaturperioden im Kongress absolvieren. Diese waren weitgehend von den Ereignissen des Mexikanisch-Amerikanischen Krieges geprägt. Am 23. Februar 1848 war Fries im Kongress anwesend, als der frühere Präsident John Quincy Adams seinen tödlichen Herzanfall erlitt. Im selben Jahr verzichtete er auf eine weitere Kandidatur.
1850 zog er nach Cincinnati, wo er als Arzt praktizierte. Zwischen 1860 und 1862 war er Kämmerer im dortigen Hamilton County. Im August 1864 nahm er als Delegierter an der Democratic National Convention in Chicago teil. Während des Bürgerkrieges hielt er zwar zur Union, war aber gegen deren Kriegsanstrengungen. Als die Nachricht von der Ermordung Abraham Lincolns eintraf, wurde sein Anwesen von einer wütenden Menge gestürmt. Er starb am 13. November 1866 in Cincinnati.